# Berlanga del Bierzo
Berlanga del Bierzo ist eine Gemeinde mit 322 Einwohnern (Stand: 2024) im nordwestlichen Zentral-Spanien in der Provinz León in der Autonomen Gemeinschaft Kastilien-León. Die Gemeinde besteht neben dem Hauptort Berlanga del Bierzo aus den Ortschaften Barrio de Langre, Langre und San Miguel de Langre sowie aus der Wüstung Castellanos.

## Geografie
Berlanga del Bierzo liegt etwa 90 Kilometer westnordwestlich von León in einer Höhe von ca. 805 m. 

## Bevölkerungsentwicklung
| Jahr        | 1900 | 1950 | 1970 | 1981 | 1991 | 2001 | 2011 | 2021 |
| ----------- | ---- | ---- | ---- | ---- | ---- | ---- | ---- | ---- |
| Einwohner   | 1035 | 936  | 1047 | 620  | 499  | 396  | 404  | 348  |
| Quelle: INE |      |      |      |      |      |      |      |      |

## Sehenswürdigkeiten
- Katharinenkirche von Berlanga
- Johannes-der-Täufer-Kirche
- Eulalienkirche in Langre

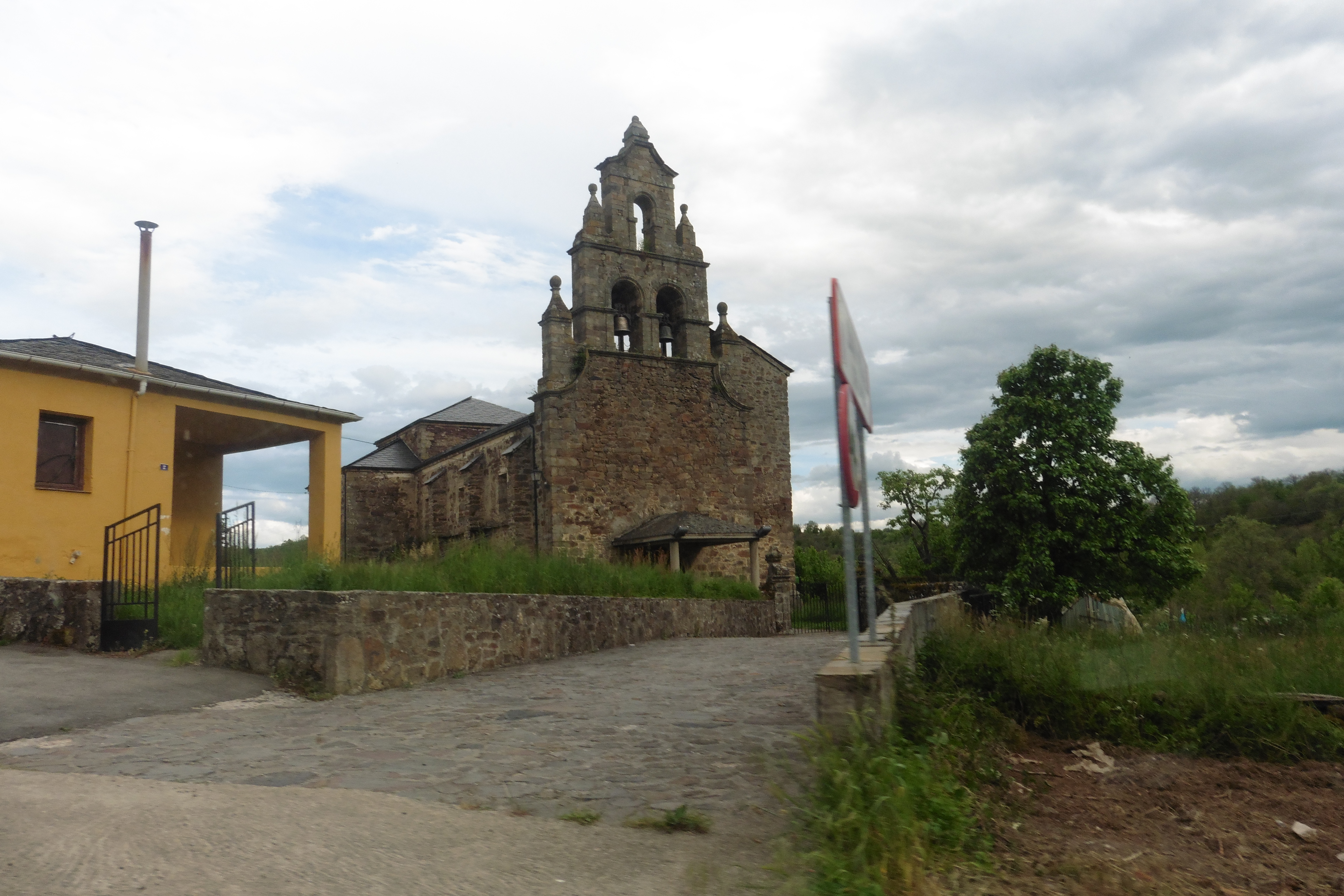
Katharinenkirche
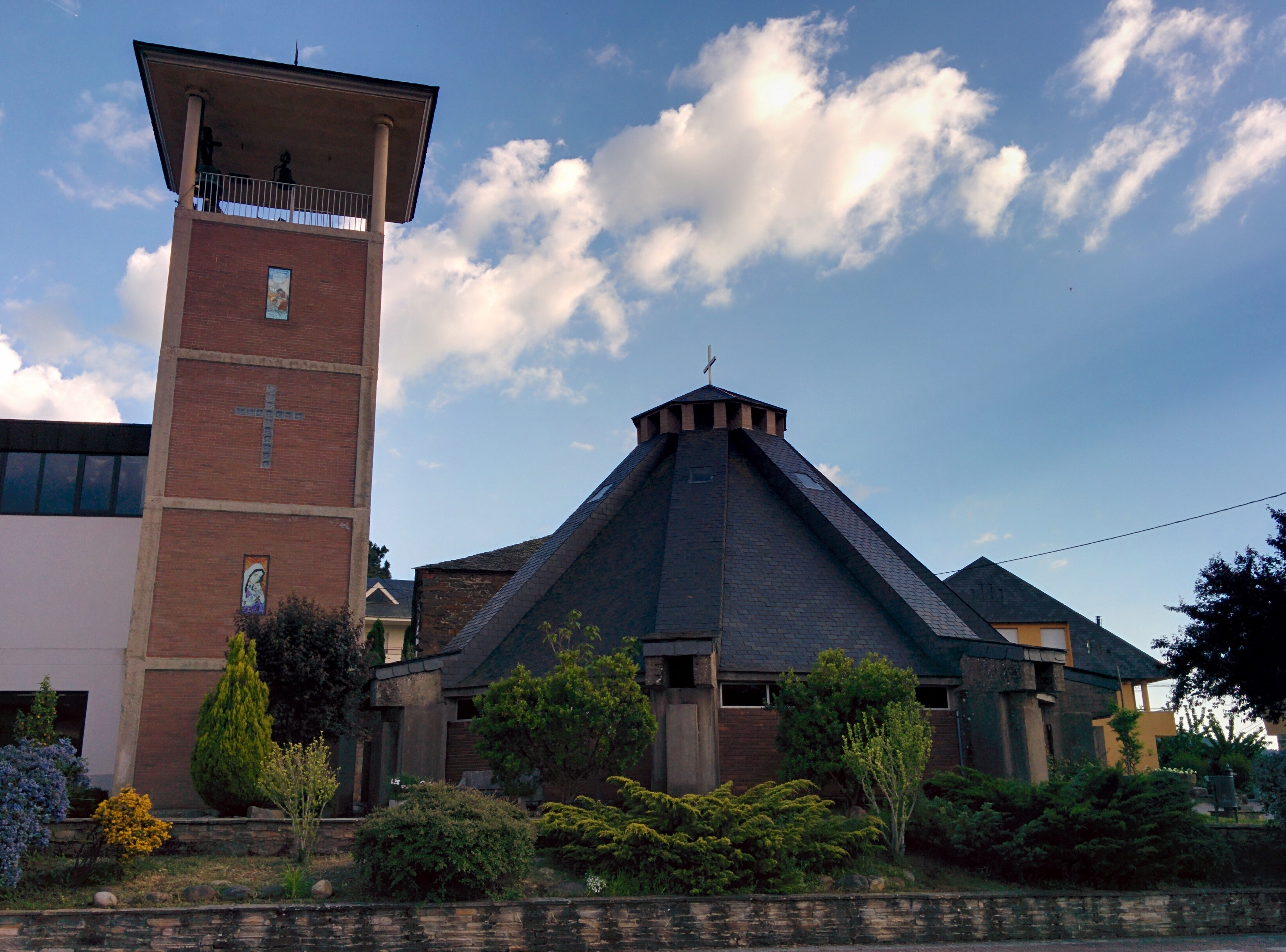
Johannes-der-Täufer-Kirche
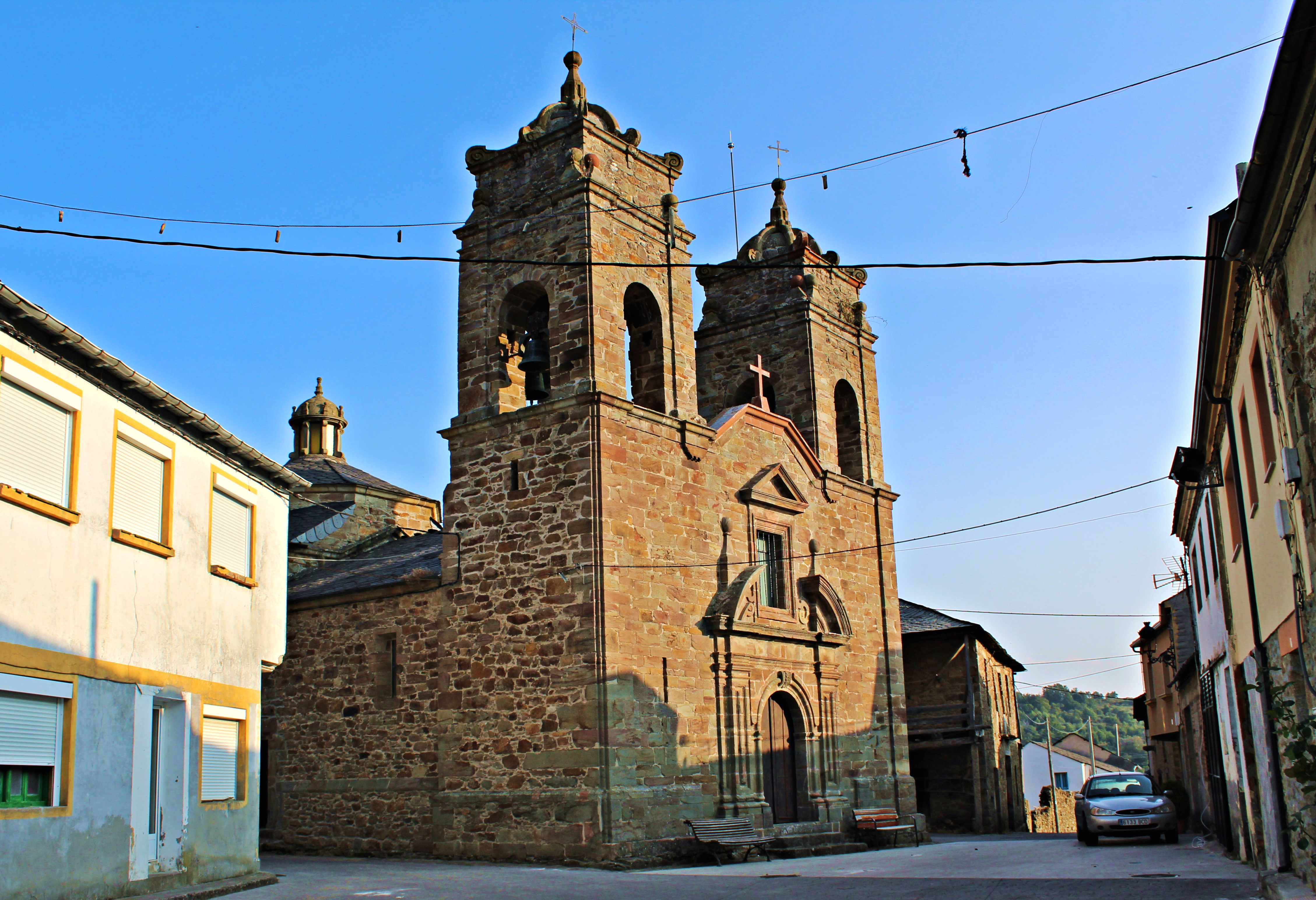
Eulalienkirche
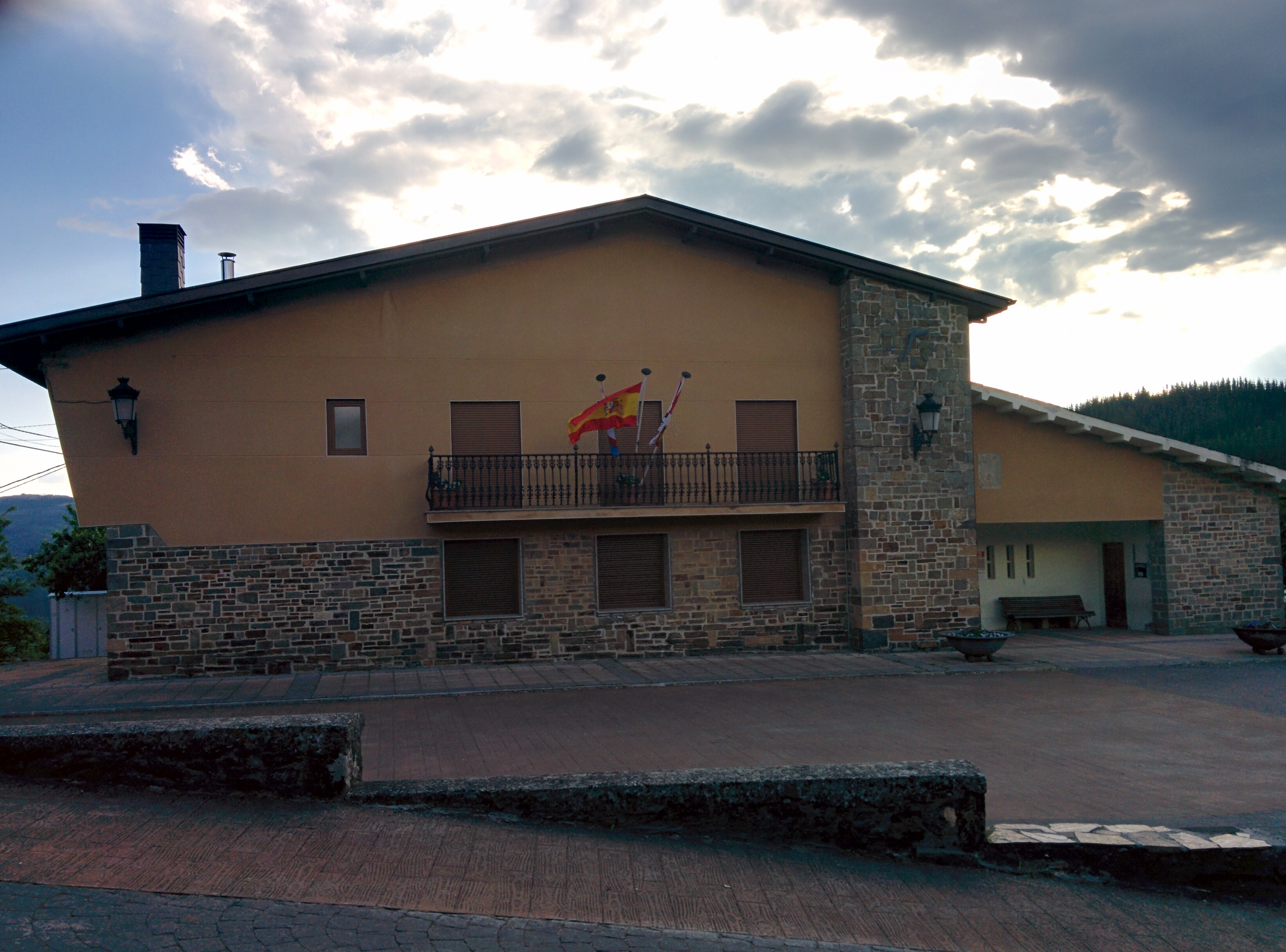
Rathaus